# Затон Обровачки
Затон Обровачки је насељено мјесто у Буковици, у сјеверној Далмацији. Административно припада општини Јасенице, Задарска жупанија, Република Хрватска.

## Географија
Налази се 2,5 км сјеверно од Обровца, на обронцима јужног Велебита.

## Историја
Затон Обровачки се од распада Југославије до августа 1995. године налазио у Републици Српској Крајини. До територијалне реорганизације у Хрватској насеље се налазило у саставу бивше општине Обровац.

## Становништво
Прије грађанског рата у Хрватској, Затон Обровачки је био национално мјешовито село; према попису из 1991. године, Затон Обровачки је имао 492 становника, од чега 307 Срба, 173 Хрвата и 2 Југословена и 10 осталих. Према попису становништва из 2011. године, насеље Затон Обровачки је имало 126 становника.
| Националност       | 1991. | 1981. | 1971. | 1961. |
| Срби               | 307   | 295   | 237   | 245   |
| Хрвати             | 173   | 189   | 157   | 182   |
| Југословени        | 2     | 18    | 1     |       |
| остали и непознато | 10    | 23    |       |       |
| Укупно             | 492   | 525   | 395   | 427   |

| Демографија | Демографија | Демографија |
| Година      | Становника  | Становника  |
| ----------- | ----------- | ----------- |
| 1961.       | 427         |             |
| 1971.       | 395         |             |
| 1981.       | 525         |             |
| 1991.       | 492         |             |
| 2001.       | 105         |             |
| 2011.       |             | 126         |

## Попис 1991.
На попису становништва 1991. године, насељено место Затон Обровачки је имало 492 становника, следећег националног састава:
| Попис 1991.‍  | Попис 1991.‍  | Попис 1991.‍ | Попис 1991.‍ | Попис 1991.‍ |
| ------------ | ------------ | ----------- | ----------- | ----------- |
|              |              |             |             |             |
| Срби         | Срби         |             | 307         | 62,40%      |
| Хрвати       | Хрвати       |             | 173         | 35,17%      |
| Муслимани    | Муслимани    |             | 3           | 0,60%       |
| Руси         | Руси         |             | 3           | 0,60%       |
| Југословени  | Југословени  |             | 2           | 0,40%       |
| неопредељени | неопредељени |             | 2           | 0,40%       |
| непознато    | непознато    |             | 2           | 0,40%       |
| укупно: 492  |              |             |             |             |

## Презимена
- Гак — Православци
- Пршо — Православци
- Чуде — Православци
- Маричић — Римокатолици
- Модрић — Римокатолици

## Познате личности
- Дадо Пршо, хрватски фудбалер српског порекла
- Лука Модрић, хрватски фудбалер